# Puccinia heliconiae
Puccinia heliconiae är en svampart som beskrevs av Arthur 1918. Puccinia heliconiae ingår i släktet Puccinia och familjen Pucciniaceae.   Inga underarter finns listade i Catalogue of Life.